# Pals and Pugs
Pals and Pugs é um curta-metragem mudo norte-americano, realizado em 1920, do gênero comédia, com o ator cômico Oliver Hardy.

## Elenco
- Jimmy Aubrey
- Dixie Lamont
- Oliver Hardy - (como Babe Hardy)
- Leo White - Beau Brummel